# Bánh mì ổ nhỏ

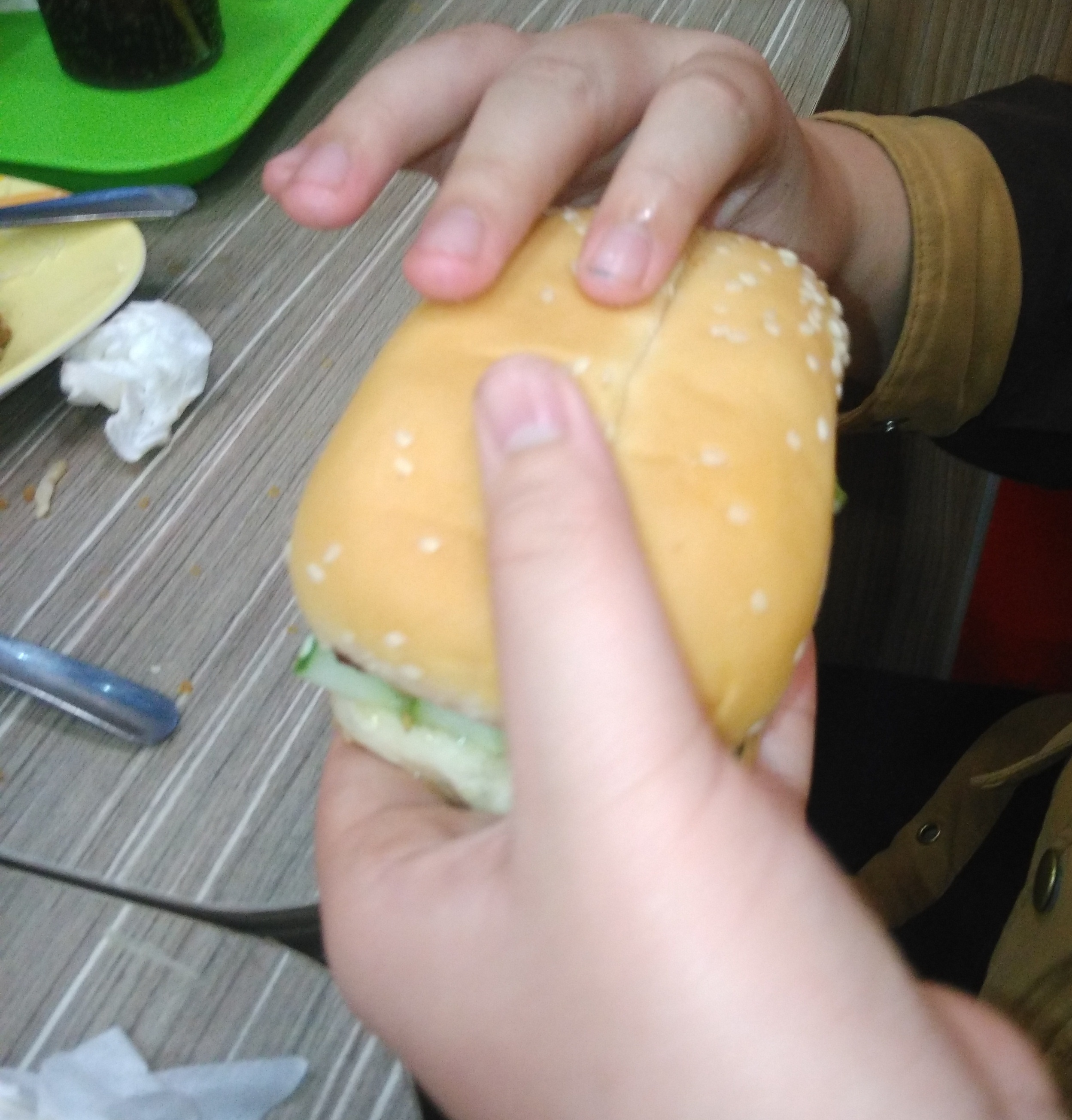
Bánh mì ổ nhỏ ở Jolibee Đông Hà

Bánh mì ổ nhỏ (Bread roll) là một ổ bánh mì rời cỡ nhỏ, thường có hình tròn hoặc thuôn dài được phục vụ như một món ăn kèm trong bữa ăn (ăn không hoặc phết với bơ) và thường phổ biến trong suất ăn hàng không. Bánh mì ổ nhỏ có thể được phục vụ và ăn nguyên ổ hoặc cũng thường được cắt ra và cho nhân vào nên kết quả của việc biến tấu này được coi là bánh mì kẹp (sandwich) trong tiếng Anh Mỹ và Anh. Bánh mì ổ nhỏ phổ biến ở Đông Âu, Bắc Âu và Tây Âu được biết đến với nhiều tên khác nhau. Một số ngôn ngữ châu Âu có nhiều thuật ngữ địa phương và phương ngữ cho bánh mì ổ nhỏ. Có nhiều thuật ngữ chỉ về bánh mì ổ nhỏ ở Vương quốc Anh tùy thuộc vào khu vực. Bánh mì ổ nhỏ cũng thường trong thực đơn của những món thức ăn nhanh. Brötchen là một từ tiếng Đức được yêu thích, dùng để chỉ một ổ bánh mì nhỏ giữ một vị trí đặc biệt trong trái tim và khẩu vị của những người đam mê bánh mì. Những món ăn mềm mịn này là một món ăn chính trong ẩm thực Đức, thường được thưởng thức vào bữa ăn sáng hoặc như một bữa ăn nhẹ trong ngày. Brötchen được biết đến với phần bên trong mềm và bên ngoài giòn, khiến nó trở thành món bánh bao hoàn hảo cho các loại nhân khác nhau như phô mai, thịt nguội hoặc mứt và như là một phần của di sản ẩm thực Đức

## Hình ảnh

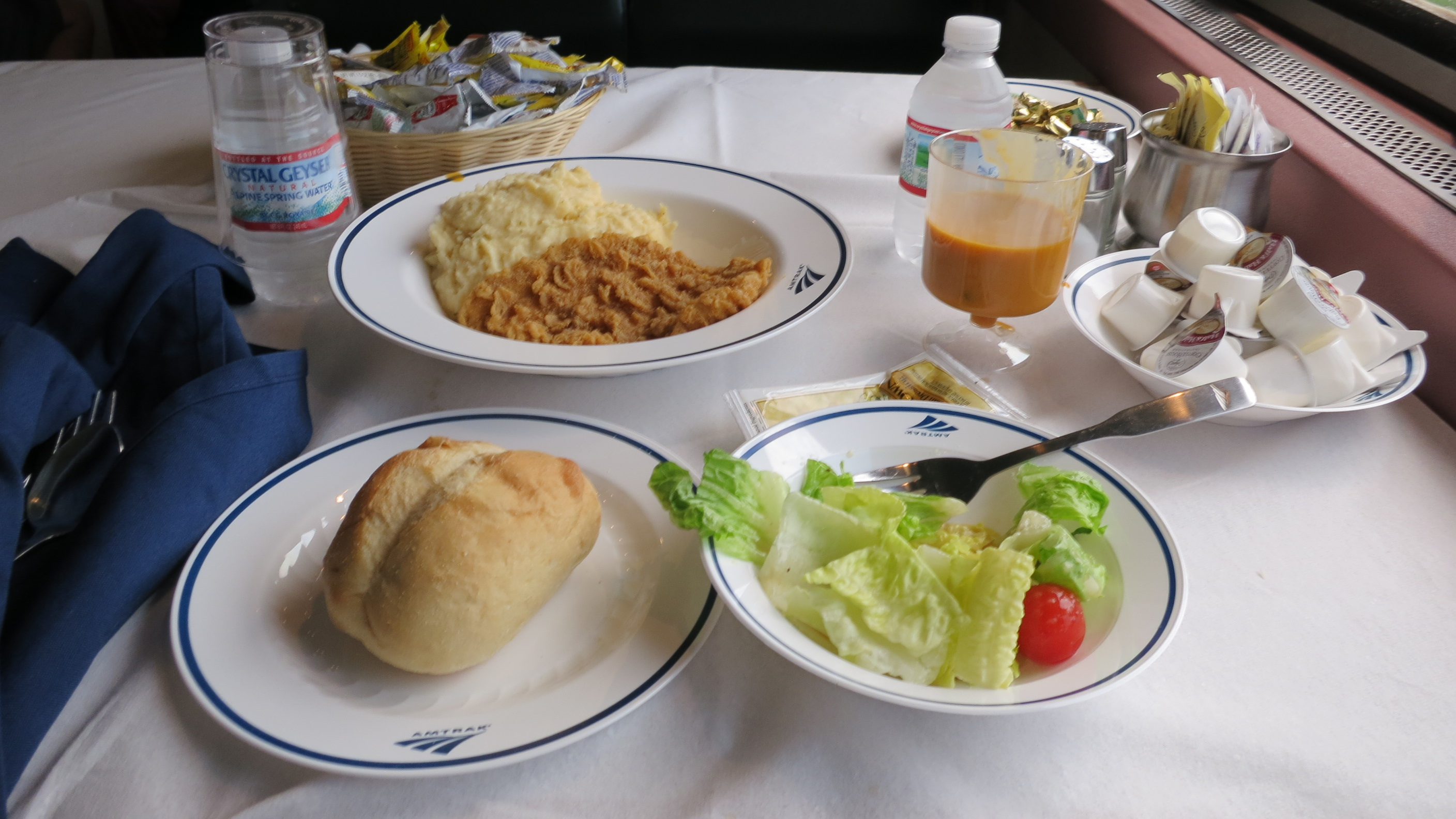
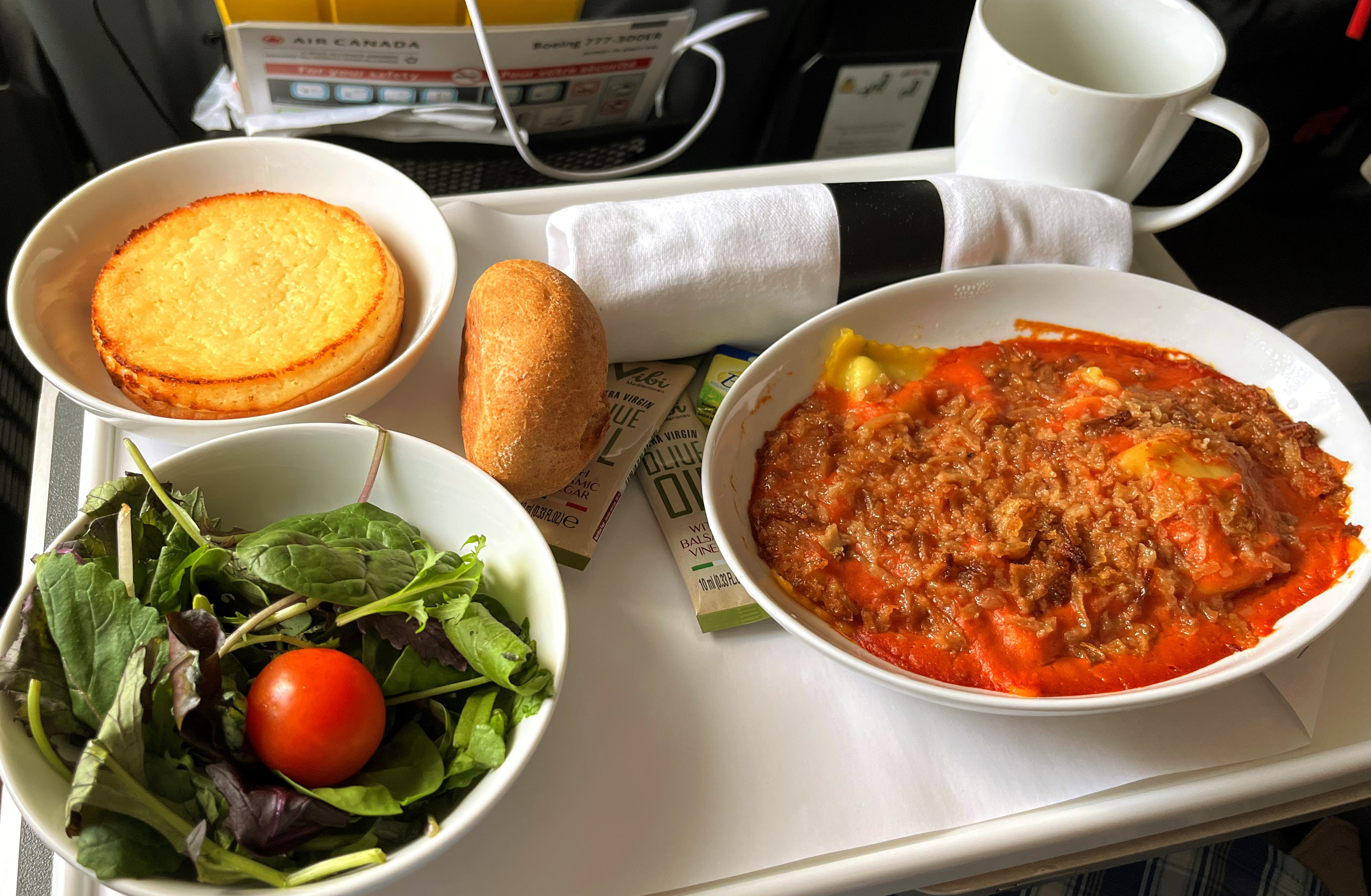
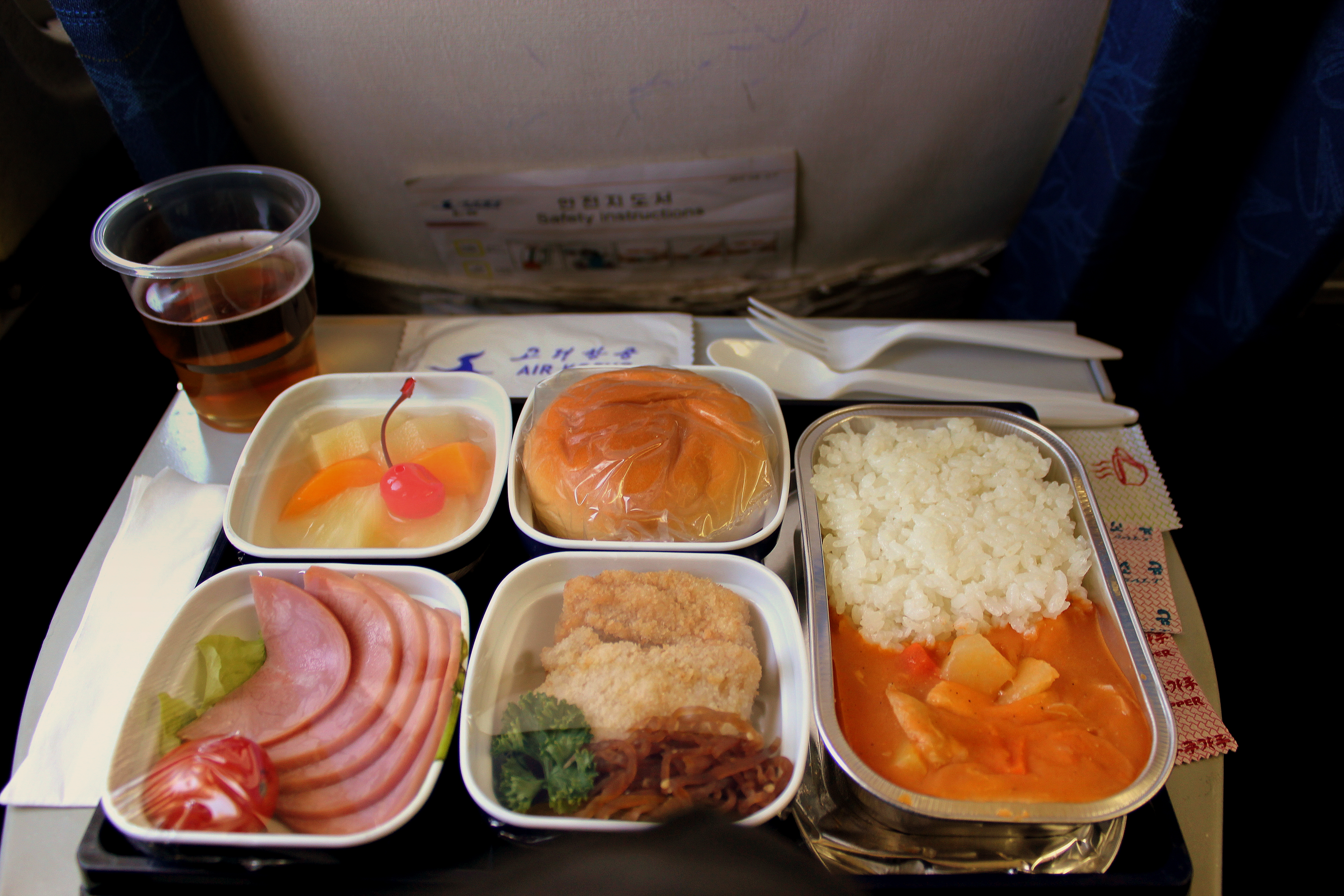
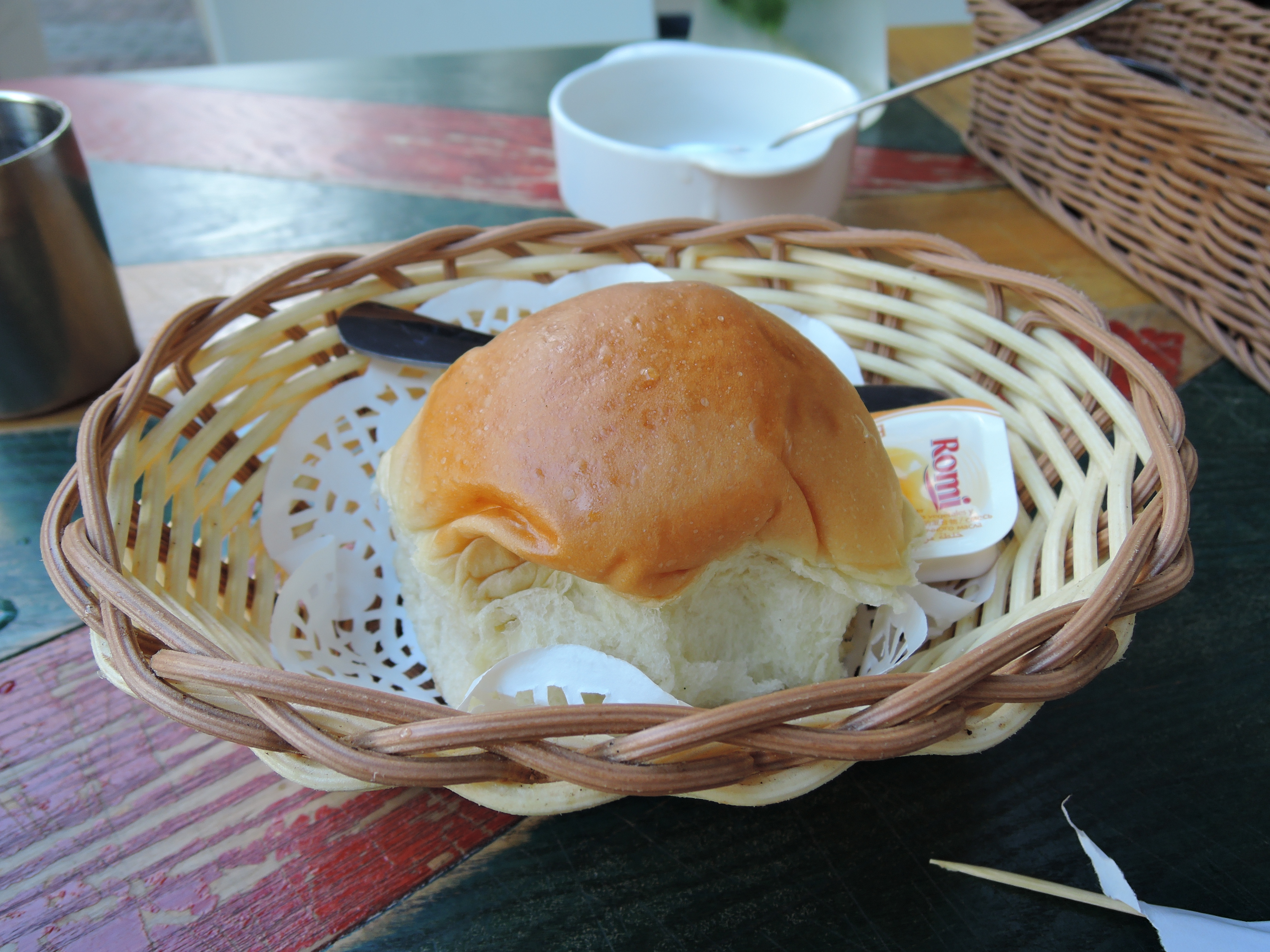
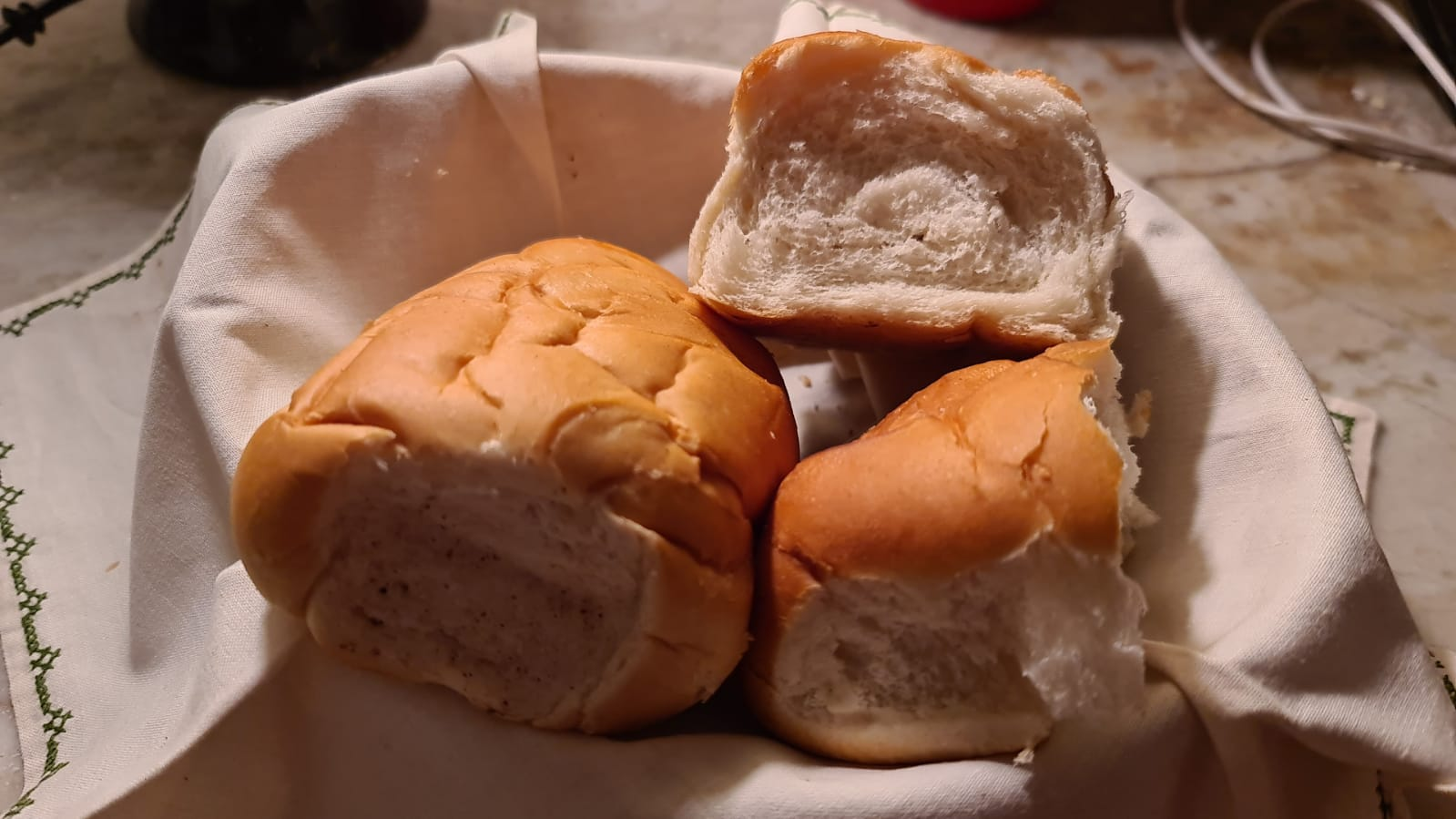
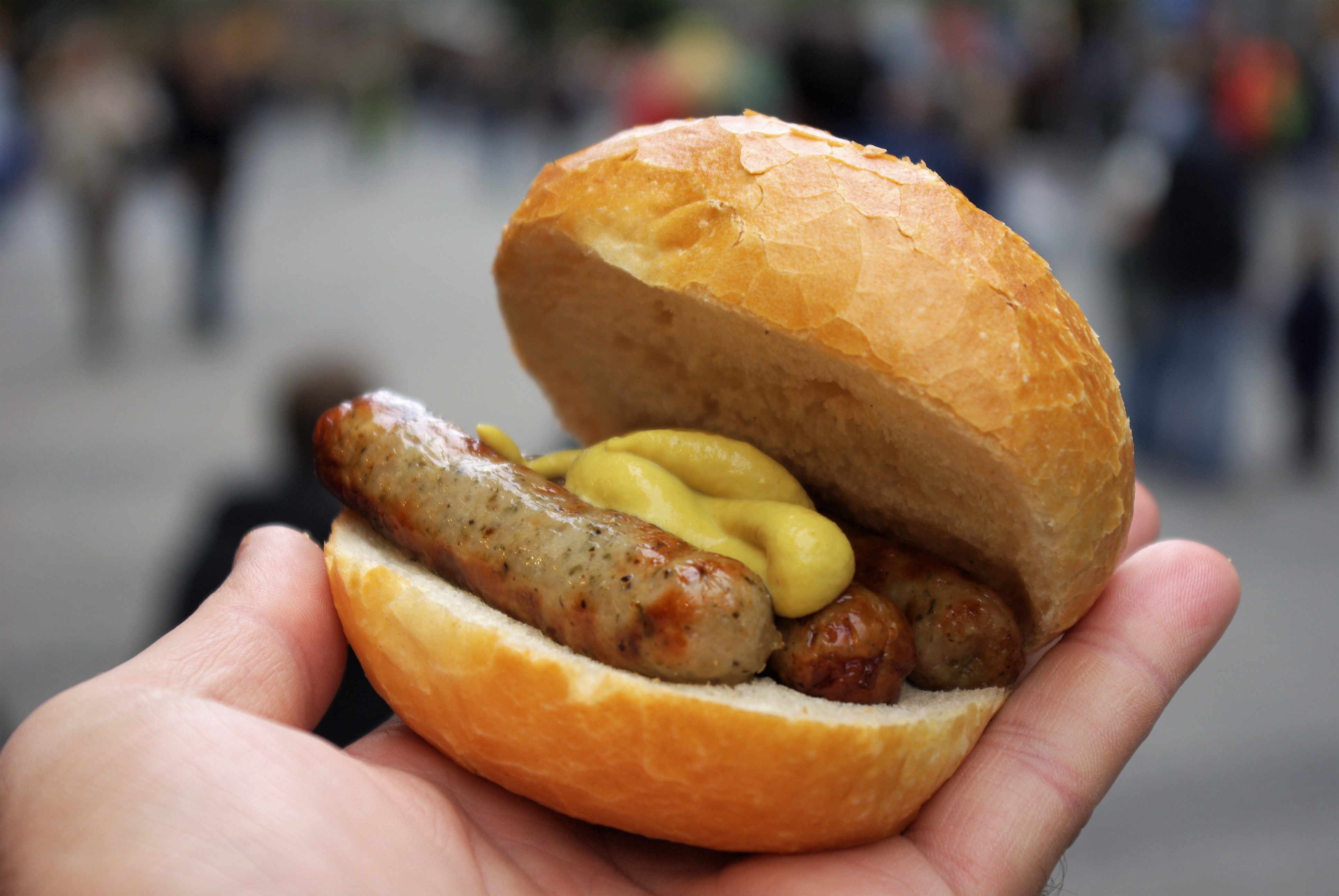
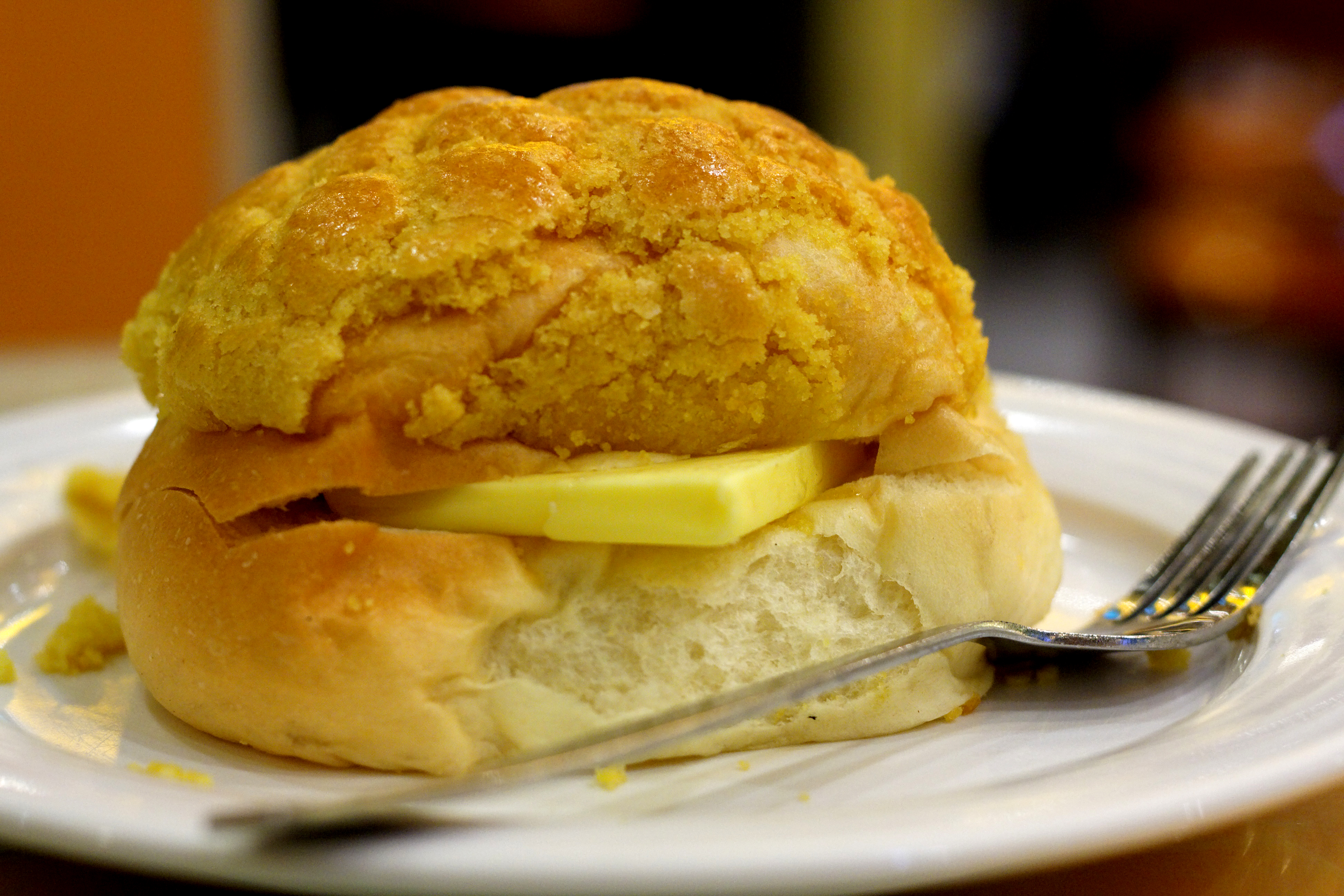
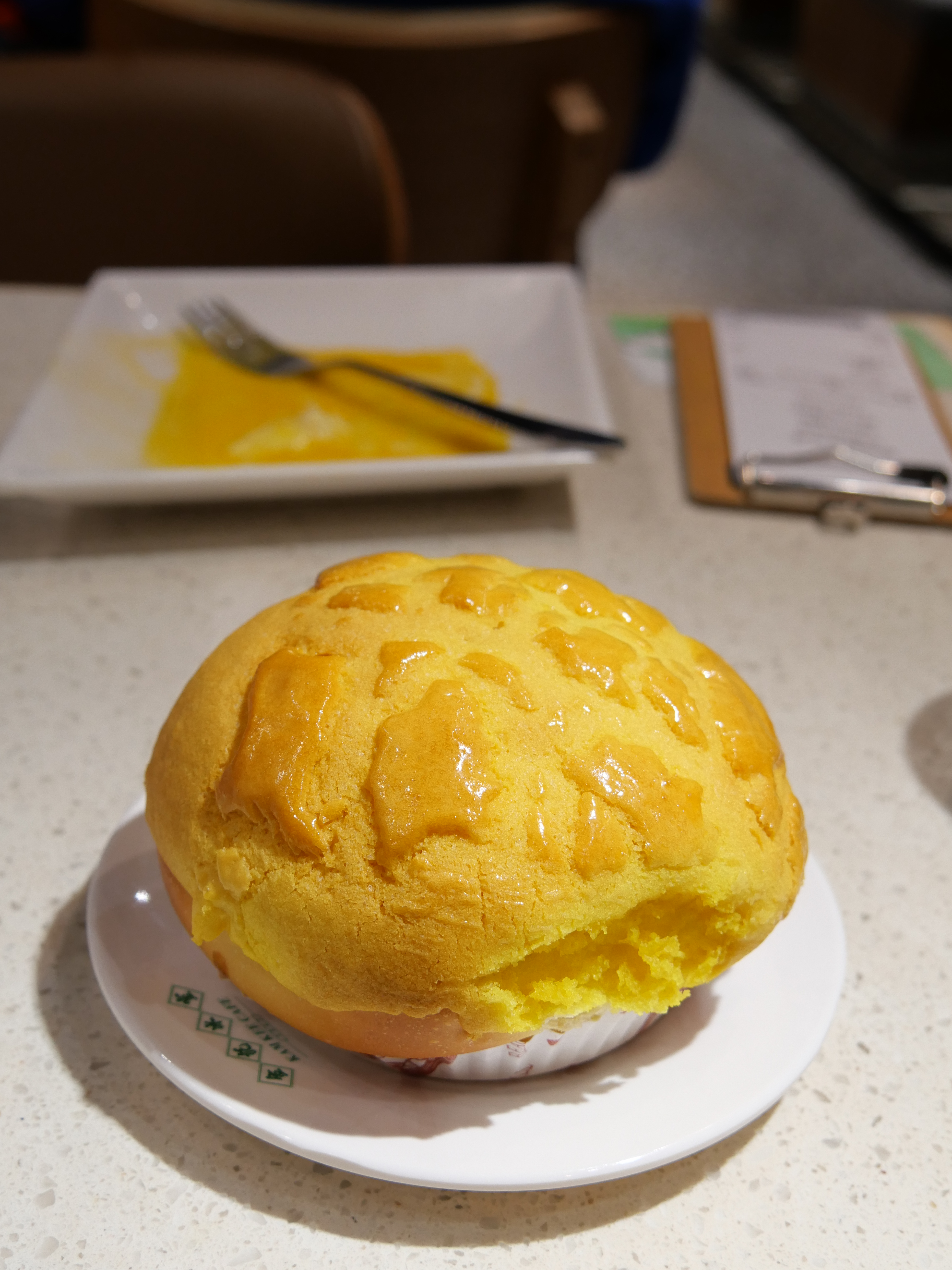
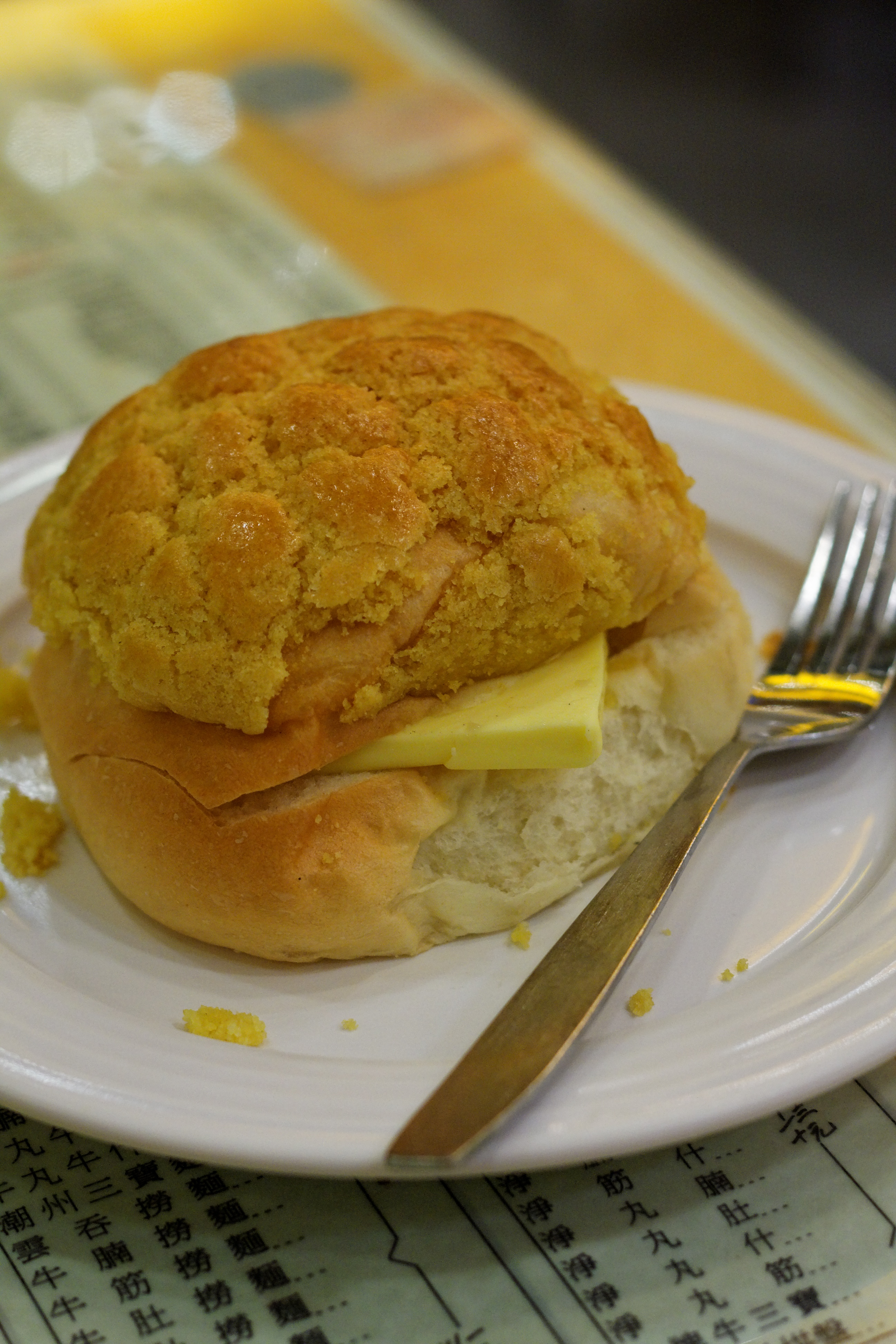
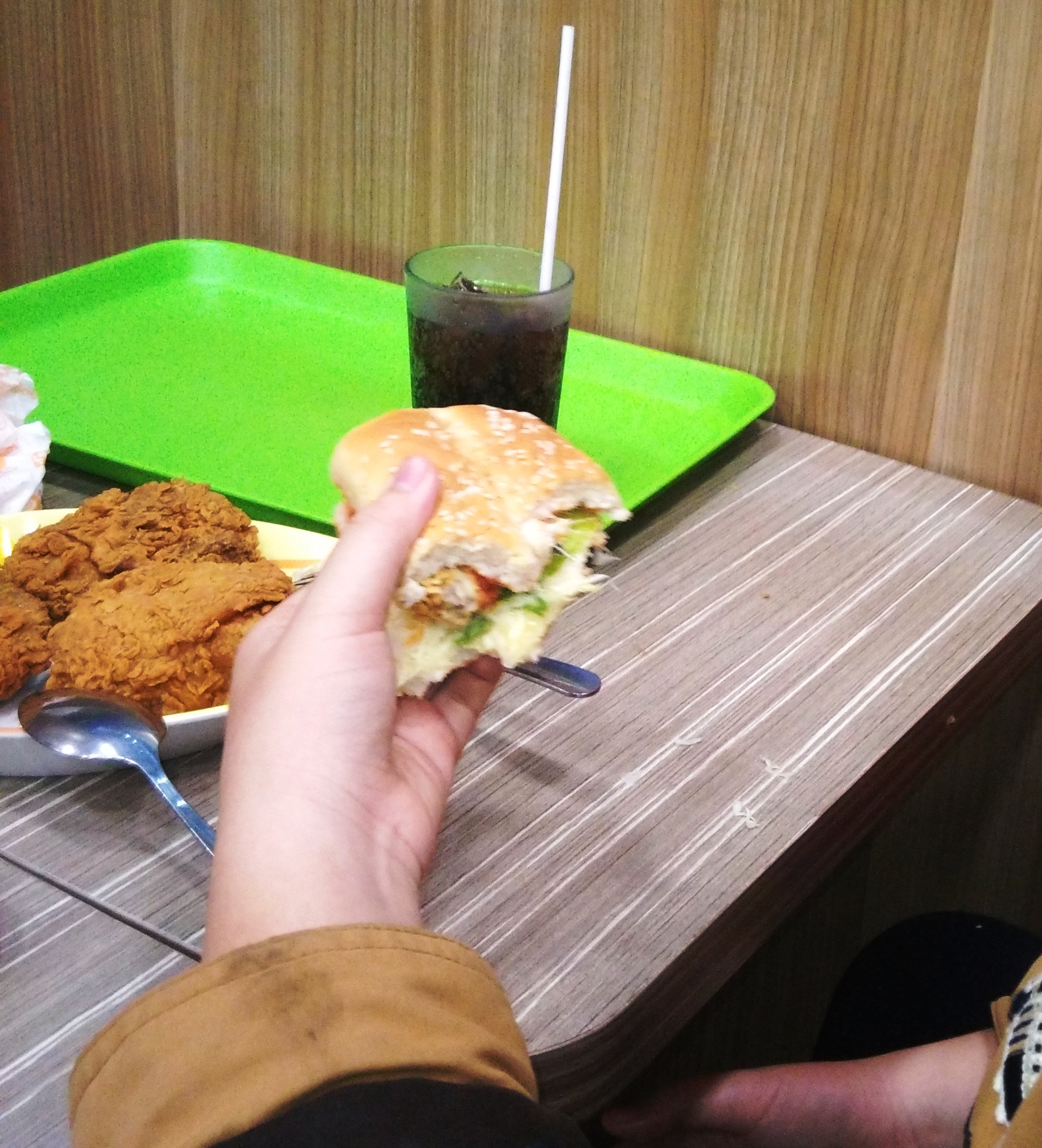
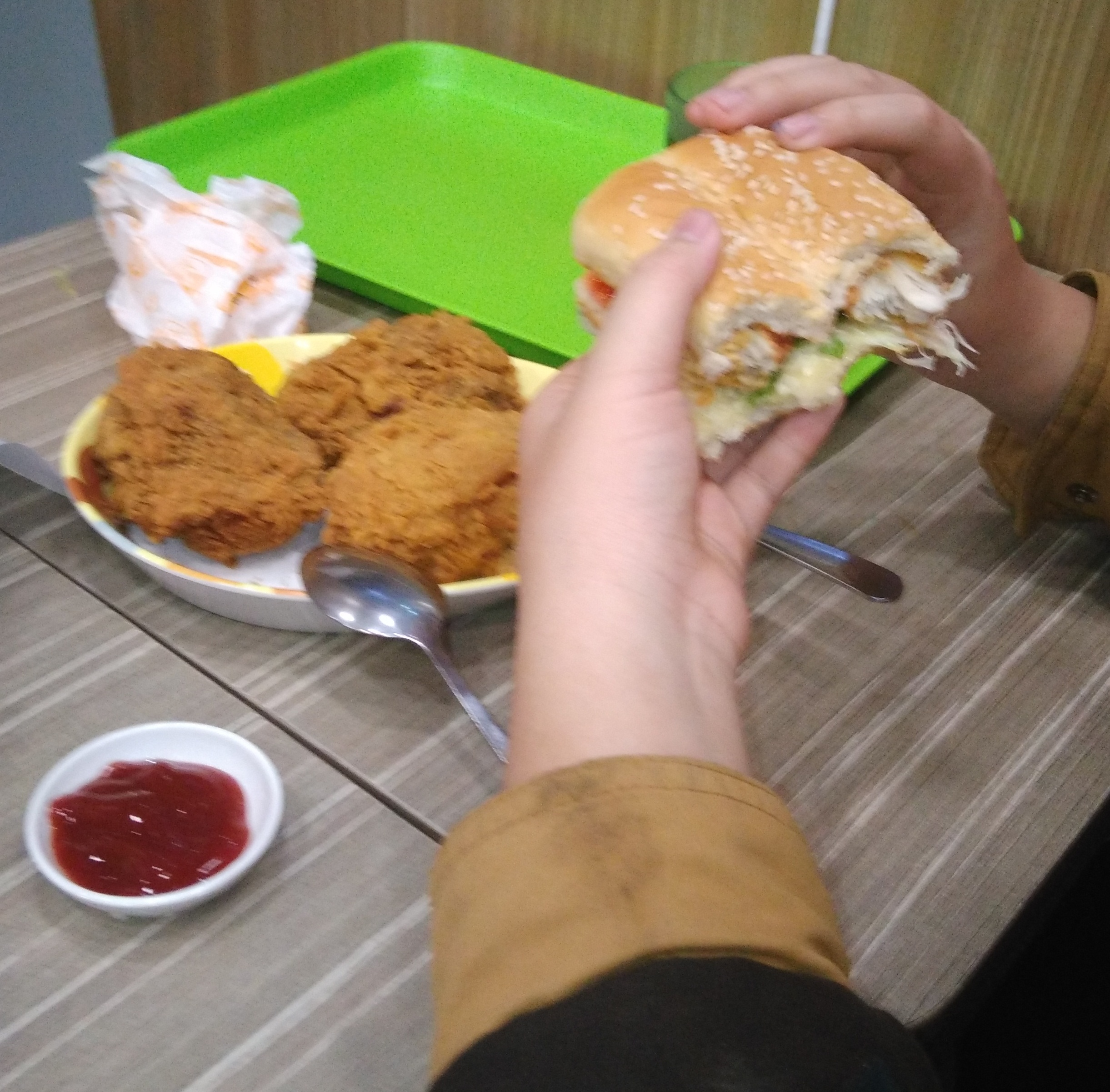
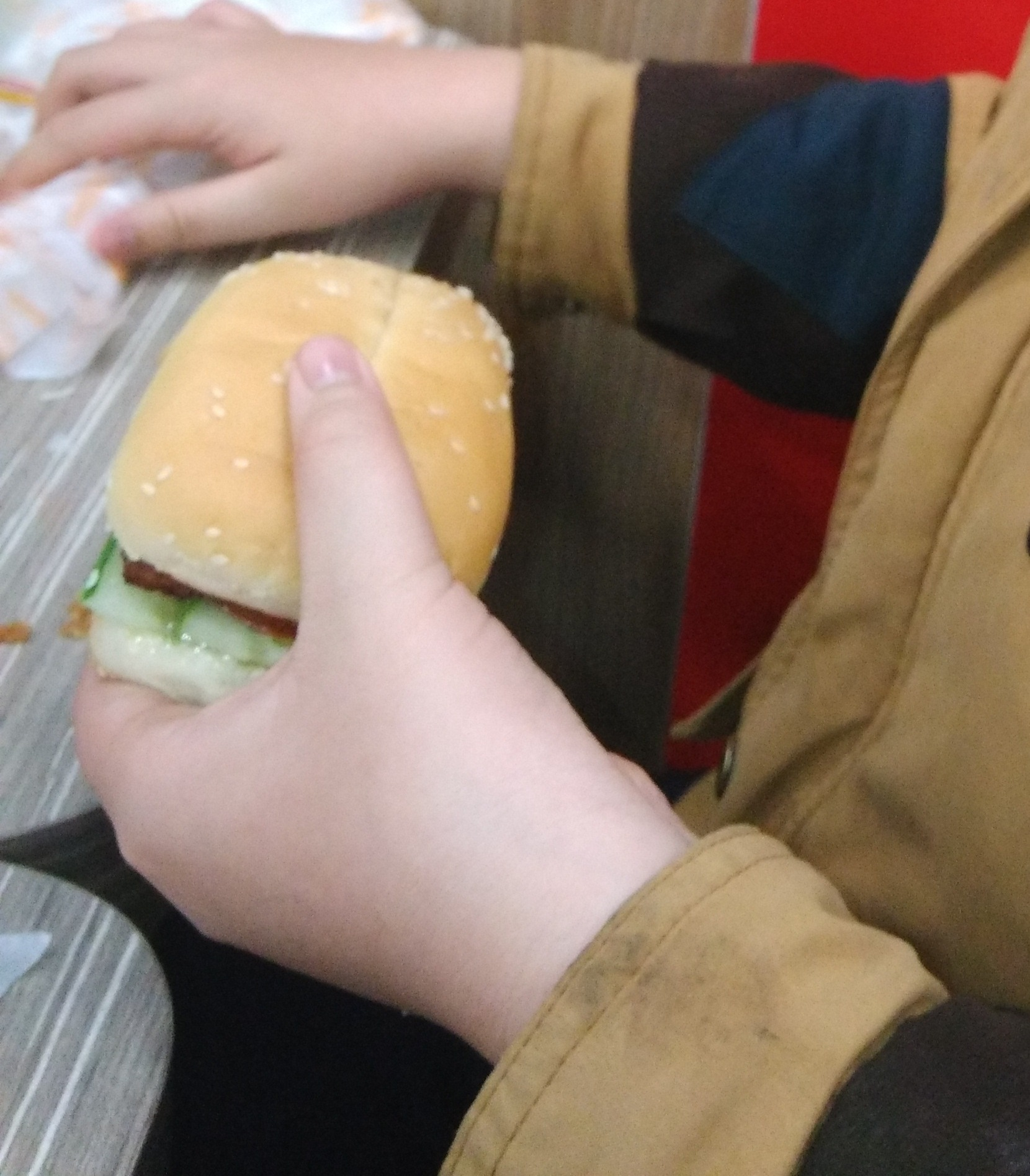